# Villa du Châtelier
Pour les articles homonymes, voir Châtelier.
La villa du Châtelier est une villa située à Saint-Léger-les-Vignes, en France.

## Localisation
La villa est située sur la commune de Saint-Léger-les-Vignes, dans le département de la Loire-Atlantique.

## Historique
L'ancienne propriété fortement endommagée est restaurée et remaniée, dans le style néo-classique, par l'architecte Louis-Joseph Chaigneau entre 1830 et 1834.
Le monument est inscrit au titre des monuments historiques en 1997.